# 圣伊莱尔拉热拉尔
圣伊莱尔拉热拉尔（法語：Saint-Hilaire-la-Gérard，法語發音：[sɛ̃.t‿ilɛʁ la ʒeʁaʁ] ⓘ）是法国奥恩省的一个旧市镇，属于阿朗松区。2019年，圣伊莱尔拉热拉尔并入市镇莫尔特雷。

## 地理
圣伊莱尔拉热拉尔（48°36'5"N, 0°3'39"E）面积8.9 平方千米，位于法国诺曼底大区奧恩省，该省份为法国西北部内陆省份，北起顺时针与卡爾瓦多斯省、厄尔省、厄尔-卢瓦省、萨尔特省、马耶讷省和芒什省接壤。
与圣伊莱尔拉热拉尔接壤的市镇（或旧市镇、城区）包括：贝尔丰、勒塞尔克伊、拉费里耶尔贝谢、蒙梅雷、唐维尔。

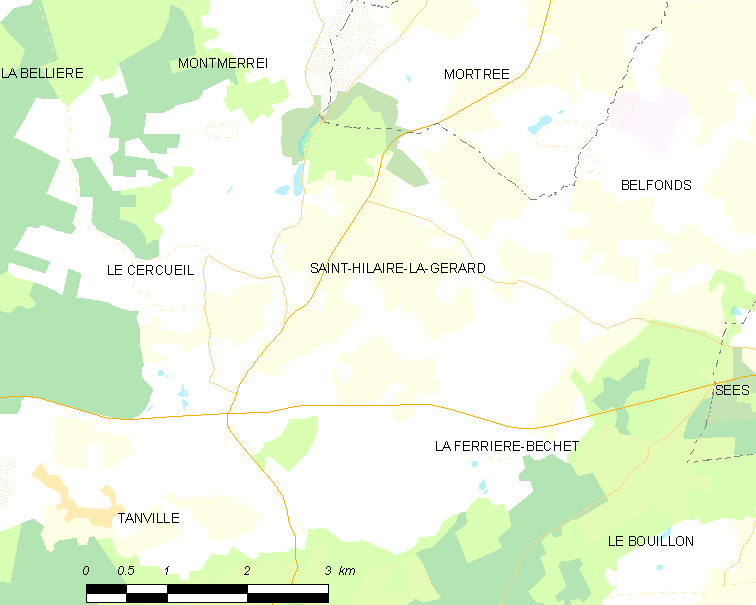
圣伊莱尔拉热拉尔的OSM定位图

圣伊莱尔拉热拉尔的时区为UTC+01:00、UTC+02:00（夏令时）。

## 行政
圣伊莱尔拉热拉尔的邮政编码为61500，INSEE市镇编码为61403。

## 政治
圣伊莱尔拉热拉尔所属的省级选区为塞镇县。

## 人口

1962-2008年间圣伊莱尔拉热拉尔人口变化图示

圣伊莱尔拉热拉尔于2018年1月1日时的人口数量为134人。